# Estació de Tennōji
L'estació de Tennōji (天王寺駅, Tennōji-eki) és una estació de ferrocarril intermodal operada per la Companyia de Ferrocarrils del Japó Occidental (JR West), el Metro d'Osaka i la Xarxa de Tramvies d'Osaka-Sakai (Hankai). Segons la companyia operadora, l'estació pot trobar-se a un edifici diferent, amb una adreça distinta i tindre un codi d'identificació d'acord amb la companyia propietaria de la línia.

## JR
La Companyia de Ferrocarrils del Japó Occidental, més coneguda com a JR West opera diverses línies a un edifici propi.

### Línies
- Línia principal Kansai (JR-Q20)
- Línia circular d'Osaka (JR-O01)
- Línia Hanwa (JR-R20)

## Metro d'Osaka
El codi d'identificació per a l'estació és el M23 a la línia Midōsuji i el T27 a la línia Tanimachi.

### Ruta
| Metro d'Osaka                  |                |
| Dōbutsuen-mae (M22)            |                |
| Línea Midōsuji                 | Shōwachō (M24) |
| Shitennōji-mae Yūhigaoka (T26) |                |
| Línea Tanimachi                | Abeno (T28)    |

## Tramvia Hankai

### Ruta
| Tramvia Hankai   |              |
| Termini de línia |              |
| Línea Uemachi    | Abeno (HN02) |